# Lhok Geulumpang (Darul Aman)
Lhok Geulumpang is een bestuurslaag in het regentschap Aceh Timur van de provincie Atjeh, Indonesië. Lhok Geulumpang telt 250 inwoners (volkstelling 2010).